# 今井隆

今井 隆（いまい たかし、1955年11月30日 - ）は、日本の稲作篤農家。育種家。実業家。大粒米の変異種「龍の瞳」の発見者。

## 人物
- 1955年11月30日、岐阜県下呂市の出身。1974年、岐阜経済大学を卒業。4月1日、農林水産省に奉職〈統計情報業務〉。2000年9月、下呂市萩原町の自宅前水田で変異株2株を発見[1][2][3]。2003年、4月1日、農林水産省に新品種として登録出願。2004年 10月8日、「龍の瞳」を商標登録。2005年10月5日、合資会社龍の瞳を設立。2006年7月、日本国内の「いのちの壱」を新品種登録。2007年、3月31日農林水産省東海農政局を退職[4]。岐阜県産地品種銘柄に設定。